# 深川消防署

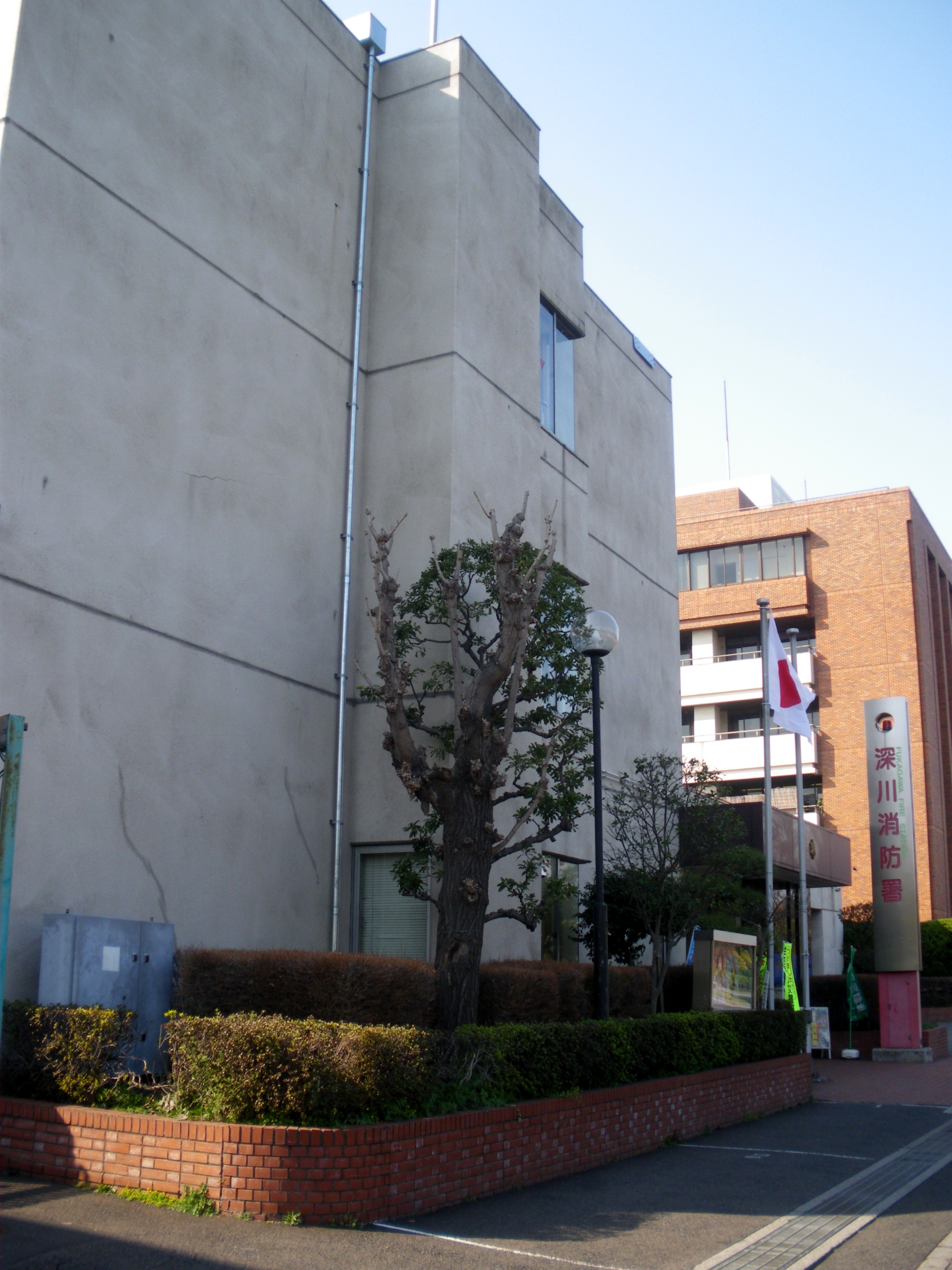
深川消防署

深川消防署（ふかがわしょうぼうしょ）は、東京都江東区木場三丁目にある東京消防庁第七消防方面本部に所属する消防署。

## 概要
江東区の西側を管轄地域とする。本署には特別救助隊（深川救助）、森下出張所には特別消火中隊が設置されている。

## 本署
- 東京都江東区木場三丁目18番10号
- 消防ポンプ車・化学車・梯子車・救助車・指揮隊車・査察広報車・人員輸送車・活動二輪車・高規格救急車などを配備。

## 管轄地域
- 扇橋
- 三好
- 清澄
- 千石

- 東陽
- 白河
- 平野
- 木場

- 千田
- 海辺
- 有明
- 青海

- 佐賀
- 永代
- 深川
- 富岡

- 牡丹
- 古石場
- 福住
- 越中島

- 門前仲町
- 冬木
- 枝川
- 潮見

- 塩浜
- 辰巳
- 豊洲
- 東雲

- 森下
- 毛利
- 猿江
- 住吉

- 新大橋
- 常盤
- 石島
- 高橋

## 分署
- 有明分署

江東区有明三丁目4-2
　　　ポンプ車・査察広報車・高規格救急車

## 出張所
- 永代出張所

江東区永代二丁目12-3
　　　ポンプ車2台
- 枝川出張所

江東区枝川三丁目2-1
　　　ポンプ車2台・高規格救急車
- 豊洲出張所

江東区豊洲二丁目2-23
　　　ポンプ車2台・化学車・屈折放水塔車・高規格救急車
- 森下出張所

江東区森下五丁目1-4
　　　ポンプ車・高規格救急車

## 出来事
- 2023年4月、警視庁は深川消防署の消防士を大麻取締法違反の容疑で逮捕した。4月18日、江東区内の東京消防庁の寮で乾燥大麻を所持していた。「個人で使うためだった」と容疑を認めている。[1]